# Franz Ferdinand Richter
 (juin 2025).

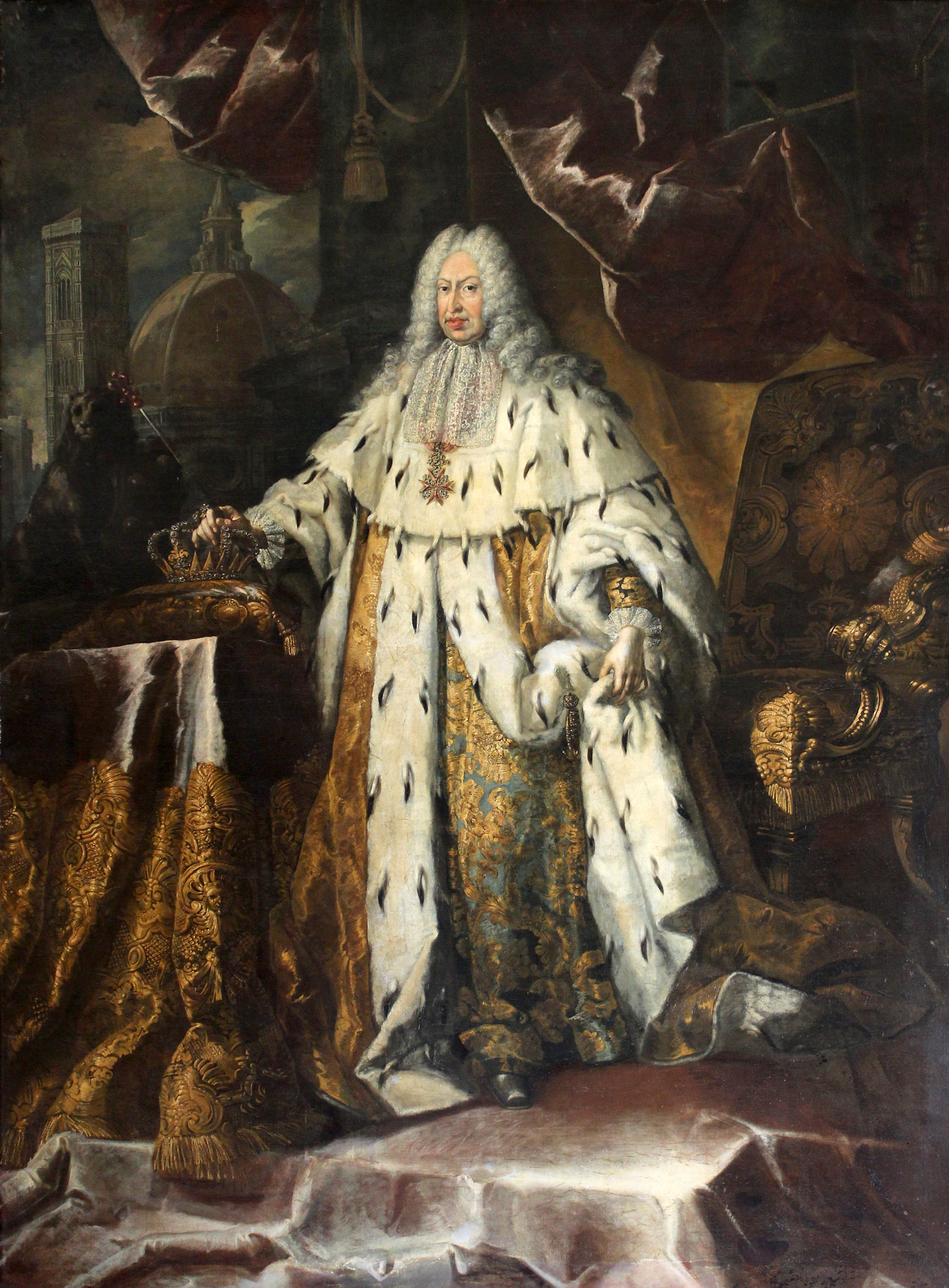
Franz Ferdinand Richter, Gian Gastone de' Medici

Franz Ferdinand Richter, né en 1693 à Breslau et mort à Florence, est un peintre baroque silésien.
La biographie de Ferdinand Richter n’est que partiellement connue. On sait qu’il se trouvait à Rome où il a reçu le 18 mai 1727 un passeport pour rentrer chez lui. Il a également été actif à Florence. Le retable découvert à Aschbach suggère qu'il a également été associé à la réalisation de l'abbaye d’Ebrach.
On lui doit un portrait du compositeur baroque Francesco Maria Veracini, qui a été gravé par la suite dans le cuivre, ainsi que le retable de l'église catholique de l'Assomption à Aschbach.